# Free Zone
Free Zone  es una película israelita del 2005 dirigida por Amos Guitai y escrita por Amos Guitai y Marie-Jose Sanselme .

## Sinopsis
Rebecca (Natalie Portman), una joven estadounidense que vive en Jerusalén desde hace unos meses, acaba de romper con su novio. Sube al taxi de Hanna (Hanna Laslo), una mujer israelí que debe ir a Jordania, a la Zona Libre, a recoger una importante cantidad de dinero. Cuando llegan a su destino, Leila (Hiam Abbass), una mujer palestina, les explica que "el Americano" no está y que el dinero ha desaparecido. Una road-movie en Oriente Próximo; la historia de un encuentro inesperado, tres mujeres de culturas diferentes que intentarán, unir sus fuerzas para cambiar el curso de los acontecimientos. Es también el encuentro de religiones y culturas diferentes que nos permitirá comprender la compleja realidad del conflicto.

## Reparto
- Natalie Portman
- Hanna Laslo
- Hiam Abbass
- Carmen Maura
- Makram Khoury
- Aki Avni
- Liron Levo
- Shredi Jabarin
- Uri Klauzner

- Datos: Q1247320
- Multimedia: Free Zone (film) / Q1247320